# Capromys
Capromys là một chi động vật có vú trong họ Capromyidae, bộ Gặm nhấm. Chi này được Desmarest miêu tả năm 1822. Loài điển hình của chi này là Capromys fourniere Desmarest, 1822 (= Isodon pilorides Say, 1822).

## Các loài
Chi này gồm các loài:
- Capromys gundlachianus (Varona, 1983)
- Capromys pilorides (Say, 1822)

## Hình ảnh

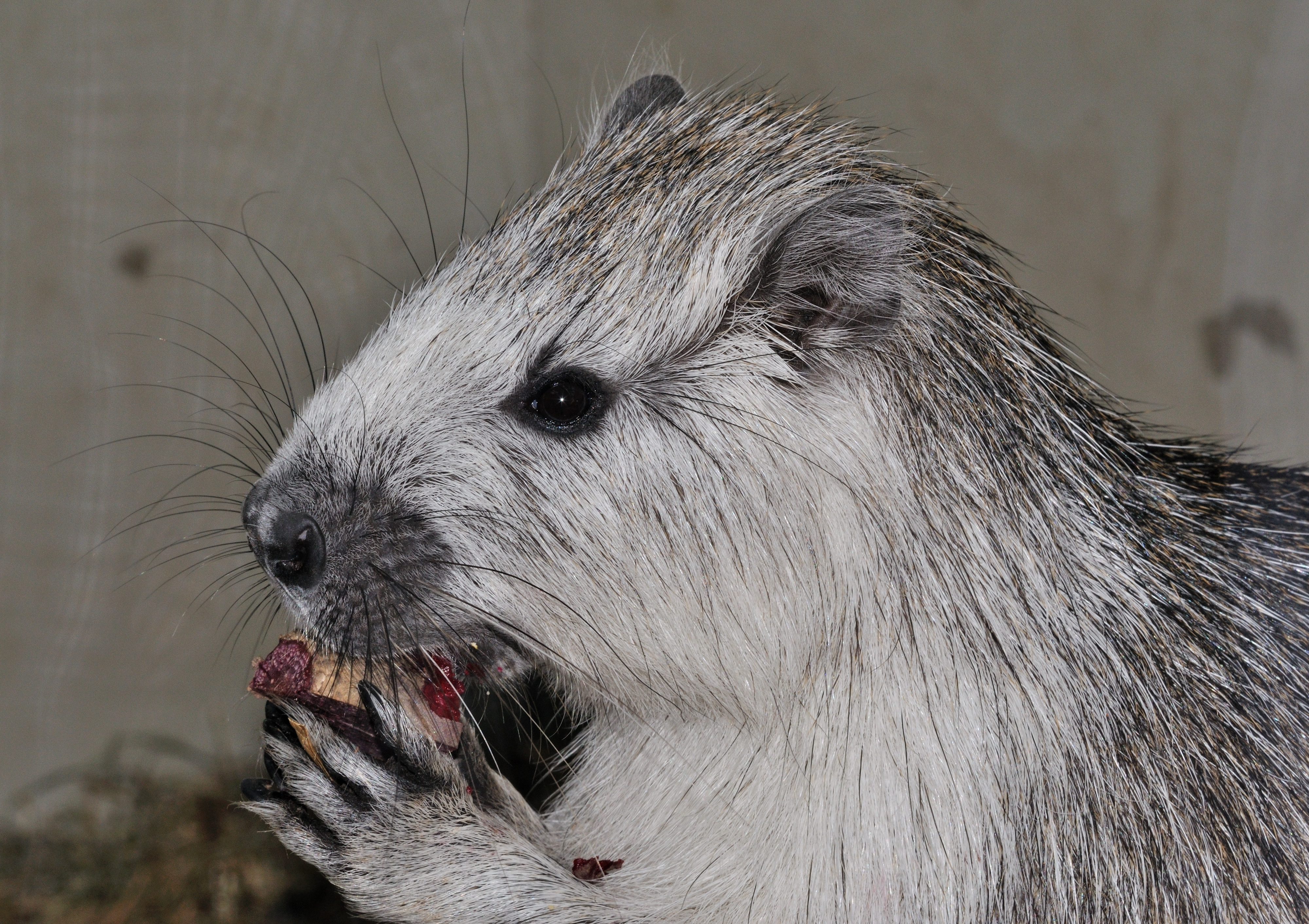
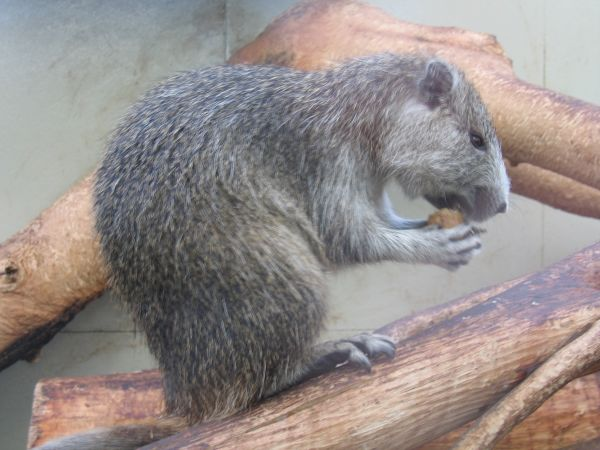